# Queridos Amigos
Queridos Amigos é uma minissérie brasileira produzida e exibida pela TV Globo de 18 de fevereiro a 28 de março de 2008, em 25 capítulos.
Escrita por Maria Adelaide Amaral, foi baseada no romance Aos Meus Amigos, de sua própria autoria. Contou com colaboração de texto de Letícia Mey, direção de Denise Saraceni (também diretora geral e de núcleo), Carlos Araújo, Flávia Lacerda e Vinícius Coimbra.
Contou com Dan Stulbach, Débora Bloch, Luiz Carlos Vasconcelos, Denise Fraga, Bruno Garcia, Matheus Nachtergaele, Drica Moraes, Maria Luísa Mendonça, Guilherme Weber, Joelson Medeiros e Malu Galli nos papéis principais.

## Enredo
Nos anos 1970, Léo (Dan Stulbach), Lena (Débora Bloch), Tito (Matheus Nachtergaele), Vânia (Drica Moraes), Ivan (Luiz Carlos Vasconcelos), Lúcia (Malu Galli), Rui (Tarcísio Filho), Benny (Guilherme Weber), Flora (Aída Leiner), Pingo (Joelson Medeiros), Raquel (Maria Luísa Mendonça), Pedro (Bruno Garcia) e Bia (Denise Fraga) formavam um grupo de amigos que se conheceram no auge do Regime militar no país, nos colégios, faculdades e trabalho, e estabeleceram uma amizade profunda, a ponto de se referirem ao grupo como "a família". Separados ao longo do tempo em função das relações amorosas, da política, de mágoas e ressentimentos mal resolvidos, "a família" havia se reunido pela última vez no réveillon de 1981 para 1982.
Em novembro de 1989, oito anos depois do último grande encontro dos amigos, tudo está bem diferente. Lena continua apaixonada por Ivan, mas nunca conseguiu perdoá-lo por ele jamais ter tido coragem para deixar a esposa Regina (Regina Remencius) enquanto ela mesma rompeu seu casamento com Guto (Emílio de Mello) e afastou-se da filha Marina em nome desse amor. Vânia separou-se de Tito por não aguentar mais a falta de atenção dele, além de ver a família ser constantemente trocada pelas reuniões políticas, e hoje vive confortavelmente com o rico empresário Fernando (Tato Gabus Mendes). Rui e Lúcia vivem uma união perfeita, centrada no amor e na confiança, sendo um raro exemplo entre os amigos. O rico homossexual Benny, antes alegre e simpático, é hoje um completo descrente, frio e irônico, com um comportamento autodestrutivo. Flora teve um breve casamento com Léo - para desgosto da mãe dele, a judia Ester (Nathalia Timberg), que nunca admitiu ver o filho casado com uma negra -, do qual nasceu Davi (André Luiz Frambach), porém, depois da separação, fica extremamente magoada.
Pingo e Raquel parecem um casal perfeito, mas ela nem desconfia que o marido, professor de literatura, tem um caso apaixonado com sua aluna Lorena (Fernanda Machado). Pedro virou o perfeito retrato do abandono: trocou uma célebre carreira de escritor por uma vida depressiva depois que perdeu a esposa, Márcia, num acidente de carro. E Bia, a mais sensível dos amigos, refugia-se na astrologia e no budismo para conviver com as lembranças da época da ditadura, quando foi violentada; e com a própria mãe: Iraci (Fernanda Montenegro). Esta é uma viúva, funcionária pública aposentada, exuberante e vaidosa, que se deixa conduzir em deliciosos passos de mambo por seu namorado, Alberto (Juca de Oliveira), que é casado. Apesar de gostar dele, ela não admite que ele se separe da esposa, a amargurada Teresa (Aracy Balabanian).
Ninguém mais sabe ao certo se a tal "família" ainda existe; ninguém nem mesmo sabe se os antigos vínculos de amizade, inquebrantáveis no passado, ainda estão mantidos. Todos seguiram caminhos distintos e, dispersados uns dos outros por força do destino, acabaram se tornando pessoas bastante diferentes das que eram ou pensavam ser. E, o que é mais significativo: todos estão cada vez mais distantes dos antigos sonhos.
O reencontro desses amigos é tramado por Léo. Rico e generoso, mas com gotas de melancolia no temperamento, Léo é o eixo entre todos os seus amigos. Todos tem enorme consideração por ele, que sempre os ajudou em diversos momentos de suas vidas. Quando se depara com a probabilidade da própria morte, Léo fica obcecado com a ideia de resgatar os antigos sonhos, ideais e paixões de seus queridos amigos.

## Elenco
| Interprete              | Personagem                        |
| ----------------------- | --------------------------------- |
| Dan Stulbach            | Leonardo Rosenberg (Léo)          |
| Débora Bloch            | Helena Fernandes Moretti (Lena)   |
| Denise Fraga            | Beatriz Guimarães Moutinho (Bia)  |
| Luiz Carlos Vasconcelos | Ivan                              |
| Guilherme Weber         | Benjamin Stain Aguilar (Benny)    |
| Matheus Nachtergaele    | Tito                              |
| Drica Moraes            | Vânia                             |
| Bruno Garcia            | Pedro Novaes                      |
| Maria Luísa Mendonça    | Raquel                            |
| Joelson Medeiros        | Luís Maurício (Pingo)             |
| Malu Galli              | Lúcia Ferraz                      |
| Tarcísio Filho          | Rui                               |
| Mayana Neiva            | Karina                            |
| Fernanda Montenegro     | Iraci Guimarães Moutinho          |
| Juca de Oliveira        | Alberto Fernandes Moretti         |
| Aracy Balabanian        | Teresa Fernandes Moretti          |
| Tato Gabus Mendes       | Fernando                          |
| Fernanda Machado        | Lorena Vianna                     |
| Aída Lerner             | Flora                             |
| Odilon Esteves          | Cínthia                           |
| Ricardo Monastero       | Brenda                            |
| Regina Remencius        | Regina                            |
| Emílio de Mello         | Luís Augusto Souza Tavares (Guto) |
| Sidney Santiago         | Jurandir                          |
| Cláudio Jaborandy       | Ramiro                            |
| Henrique Ramiro         | Chico                             |
| Mayara Constantino      | Betânia                           |
| Flavio Augusto          | Gil                               |
| Rodolfo Augusto         | Caetano                           |
| André Luiz Frambach     | Davi Rosenberg Neto               |

### Participações especiais
| Interprete          | Personagem                   |
| ------------------- | ---------------------------- |
| Nathália Timberg    | Esther Rosenberg             |
| Jacqueline Dalabona | Dra. Heloísa                 |
| Mila Moreira        | Marlene                      |
| Tuna Dwek           | Nancy                        |
| André Frateschi     | Fausto                       |
| Nelson Diniz        | Nênê (Oscar Garcia da Silva) |
| Celso Frateschi     | Dr. Hélio                    |
| Frank Borges        | Alisson                      |
| Edney Giovenazzi    | Nicola                       |
| Marco Pigossi       | Bruno                        |

## Trilha sonora
Capa:  Todo o elenco da minissérie em uma única foto
1. "Nada Será Como Antes" - Milton Nascimento (tema de abertura)
2. "Meu bem, meu mal" - Caetano Veloso e Maria Bethânia
3. "Flor de Lis" - Djavan
4. "O que será" - Simone
5. "Não Dá Mais Pra Segurar (Explode Coração)" - Gonzaguinha
6. "O Bêbado e o Equilibrista" - Elis Regina (tema de Tito e Vânia)
7. "Somos todos iguais nesta noite" - Ivan Lins
8. "Esse cara" - Maria Bethânia (tema de Léo)
9. "Mania de você" - Rita Lee (tema de Pingo e Lorena)
10. "Você não soube me amar" - Blitz
11. "Vital e sua moto" - Os Paralamas do Sucesso
12. "Conto de Areia" - Clara Nunes
13. "Coração Leviano"  - Paulinho da Viola
14. "Domingo no Parque" - Gilberto Gil

Outras canções da série incluíram:
- "Canção da América" - Milton Nascimento (tema dos amigos)
- "O que foi feito deverá" - Elis Regina (tema de Léo)
- "Aos Nossos Filhos" - Elis Regina (tema de Lúcia e Rui)
- "Alô! Alô! Marciano - Elis Regina (tema de Karina)
- "As Aparências Enganam" - Elis Regina (tema de Rui e Lúcia)
- "Redescobrir" - Elis Regina
- "Sabiá" - Elis Regina
- "Tatuagem" - Elis Regina
- "Mundo Novo, Vida Nova" - Elis Regina
- "Conversando no Bar" - Elis Regina
- "Baila comigo" - Rita Lee
- "Dancin' Days" - As Frenéticas (tema de Cynthia)
- "Apesar de Você" - Chico Buarque
- "Construção" - Chico Buarque
- "Pelas tabelas" - Chico Buarque
- "Fantasia" - Chico Buarque
- "Mulher" - Miltinho (tema de Iraci e Alberto)
- "Sinal Fechado" - Paulinho da Viola (tema de Pedro)
- "Miudinho" - Paulinho da Viola
- "(I Can't Get No) Satisfaction" - Rolling Stones
- "Cry Baby" - Janis Joplin (tema geral)
- "Born To Be Wild" - Steppenwolf
- "Every Breath You Take" - The Police (tema de Benny e Cintia)
- "We Are The Champions" - Queen (tema de Benny)
- "You Are So Beautiful" - Joe Cocker (tema de Pingo e Raquel)
- "Shiny Happy People" - R.E.M
- "Sol de Primavera" - Beto Guedes (tema de Raquel)
- "Grito de Alerta" - Maria Bethânia (tema de Ivan e Lena)
- "Os olhos que não veem" - Maria Bethânia
- "Divino Maravilhoso" - Gal Costa
- "London, London" - Gal Costa
- "Fita Amarela" - Noel Rosa (tema de Alberto)
- "Choro das águas" - Ivan Lins
- "Qualquer dia" - Ivan Lins
- "Bilhete" - Ivan Lins e Nana Caymmi
- "Sampa" - Caetano Veloso
- "Alegria, alegria" - Caetano Veloso
- "Ne me quite pas" - Maysa
- "Bete Balanço" - Barão Vermelho
- "My Baby just cares for me" Nina Simone
- "Little Wing" - Jimi Hendrix
- "For once im my life" Stevie Wonder
- "Alguém na multidão" Golden Boys
- "Subi na Cerejeira" Las llamas Llamosas
- "Nervos de aço" - Paulinho da Viola
- "Pour Elise" - Ludwig van Beethoven
- "Aquele abraço" - Gilberto Gil
- "Voodoo Child (Slight Return)" - Jimi Hendrix

## Audiência
O primeiro episódio teve média de 23 pontos e 41% de share. O último episódio teve média de 26 pontos. Teve média geral de 18 pontos.

## Exibição

### Outras Mídias
Nunca reprisada, foi disponibilizada na íntegra pelo Globoplay em 8 de janeiro de 2024, como parte do Projeto Resgate.

## Prêmios
Prêmio Qualidade Brasil (2008)
- Melhor Projeto Especial de Teledramaturgia
- Atriz Revelação - Malu Galli

Prêmio APCA (2008)
- Melhor Ator - Guilherme Weber